# Lev Tolstoj (film)
Lev Tolstoj è un film del 1984 diretto da Sergej Gerasimov.

## Riconoscimenti
- 1984 - Festival internazionale del cinema di Karlovy Vary
  - Globo di cristallo